# Giuseppe Olgiati
Giuseppe Olgiati (* 10. Dezember 1660 in Mailand; † 29. Juli 1736 ebenda) war ein italienischer apostolischer Protonotarius und Bischof von Como.

## Biografie
Giuseppe wurde in einer adligen Familie geboren. Er schlug von Anfang an eine militärische Laufbahn ein, trat jedoch nach einer in der Schlacht erlittenen Verwundung in den Orden der Unbeschuhte Karmeliten ein, den er später wieder verließ. Am 8. November 1694 ernannte ihn Papst Innozenz XII. zum Bischof von Parma; anlässlich seiner Weihe verlieh ihm der Papst den Titel „episcopus solio Pontificis assistens“. Am 21. November 1694 wurde er von Kardinal Gaspare Carpegna zum Bischof von Parma geweiht, jedoch er erst am 24. Februar des folgenden Jahres offiziell in die Stadt einzog. Während seines Aufenthalts in Parma ließ er die Innenausstattung des Bischofspalastes verschönern. Er war Referent der beiden Unterschriften und Hausprälat von Innozenz XII.
Am 26. Januar 1711 beschloss er, auf die Diözese Parma zu verzichten. Seit einiger Zeit gab es nämlich starke Gegensätze mit dem Herzogshof von Parma, das die Gebiete von Mezzani in Besitz nehmen wollte, die jahrhundertelang Lehen des Bischofs gewesen waren. Zu diesem Zeitpunkt war die Situation so unhaltbar geworden, dass er gezwungen war, sein Amt niederzulegen. Papst Clemens XI. betraute ihn mit der Bulle vom 26. Januar 1711 mit der Diözese von Como. Olgiati übernahm die Verwaltung durch den Kapitularvikar Franzoni, als er am 15. August 1711 mit einem Pontifikalamt in den Dom von Como einzog. Im Jahr 1712 begann er mit einer Generalvisitation der Diözese, die er in den folgenden Jahren mit Besuchen in den Tessiner Pfarrkirchen und vor allem im Veltlin und im und in der nördlichen Comer Seeregion als Antiprothetikum erneuerte. Aus Altersgründen trat er am 23. September 1735 zurück und erhielt eine Pension von 1.000 römischen Scudi.